# Thrichomys pachyurus
Thrichomys pachyurus е вид бозайник от семейство Бодливи плъхове (Echimyidae).

## Разпространение
Видът е разпространен в Бразилия и Парагвай.